# Carmen de Apicalá (kommun)
Carmen de Apicalá är en kommun i Colombia.   Den ligger i departementet Tolima, i den centrala delen av landet, 90 km sydväst om huvudstaden Bogotá. Antalet invånare är 8 394.